# Platanosphaera ariadnae
Platanosphaera ariadnae är en kräftdjursart som beskrevs av Albert Vandel1957. Platanosphaera ariadnae ingår i släktet Platanosphaera och familjen klotgråsuggor. Inga underarter finns listade i Catalogue of Life.